# 第二圣殿

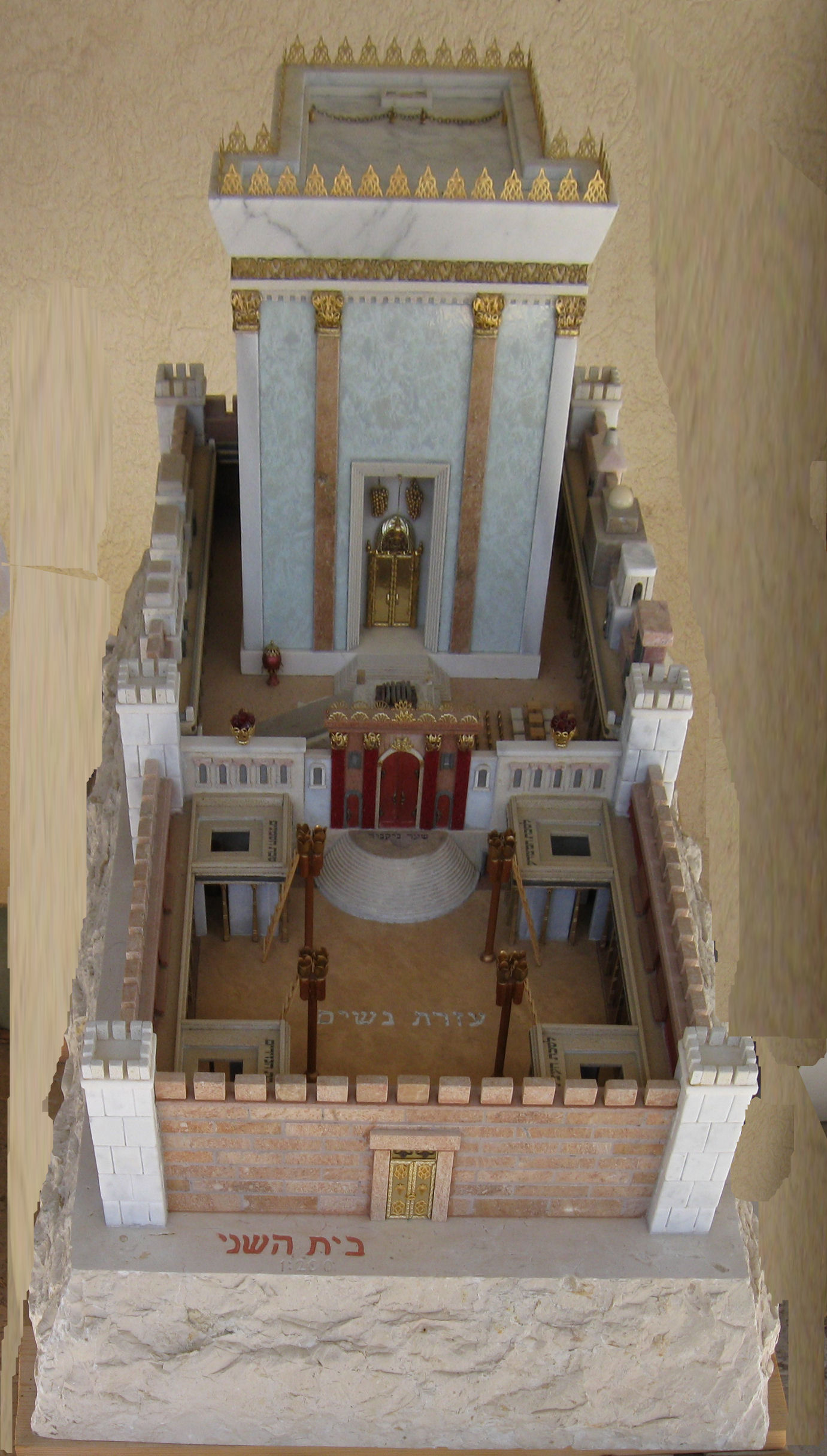
第二圣殿的模型

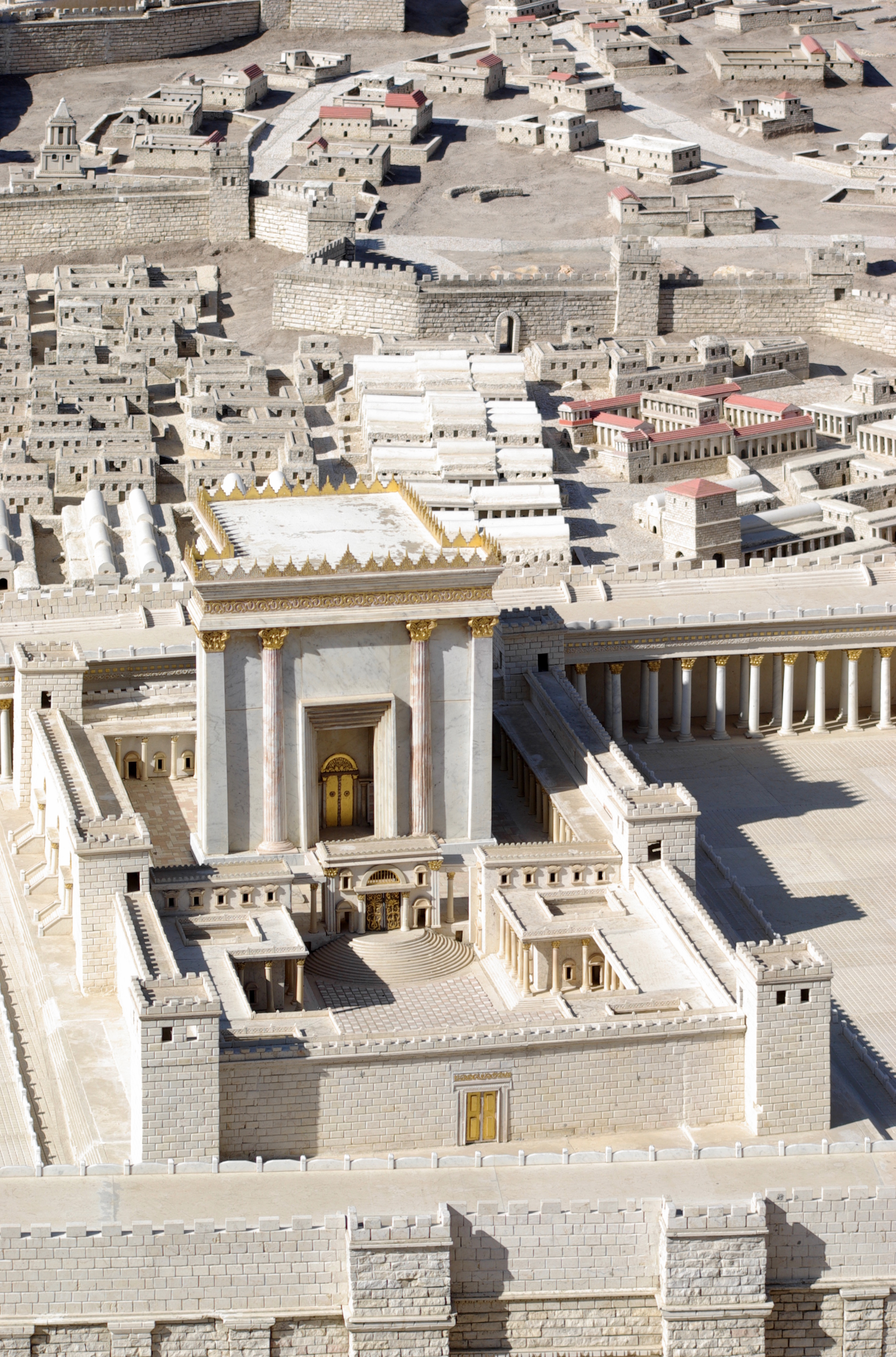
大希律王扩建的第二圣殿的模型

第二圣殿（希伯來語：בית המקדש השני）旧址位于耶路撒冷旧城、现今圓頂清真寺的所在地，是继第一圣殿被毁后所建的。
公元前586年，犹太人被新巴比伦王国国王尼布甲尼撒二世掳往巴比伦，沦为巴比伦之囚，第一圣殿被毁。后新巴比伦被波斯帝国的古列二世所灭，古列二世释放了犹太人，并允许犹太人重建圣殿。重回故地的犹太人开始重建圣殿，但重建过程并不顺利，直至大流士时期才完成，大流士也对第二圣殿的重建给予了帮助，此时已是第一圣殿被毁70年后的公元前516年，整个重建过程被记录在旧约的以斯拉记。
公元前19年，大希律王开始了大规模的整修和扩建第二圣殿，由此有时被称为希律圣殿，但大部分情况下它仍被称为第二圣殿，整个施工过程，祭典仪式继续进行。 
公元70年，耶路撒冷在犹太战争中被罗马帝国将军提图斯攻陷，第二圣殿也被毁，圣殿里的圣物被掳往帝國首都罗马城，为纪念这件事情，罗马人开建了提圖斯凱旋門。自公元411年西哥德王國攻佔羅馬城後，圣物便下落不明，凯旋门上的雕塑成为人们对圣物的推测根据（如猶太教燈臺）。